# Steve Valentine
Steve Valentine (Bishopbriggs, 26 ottobre 1966) è un attore e doppiatore scozzese.

## Biografia
Valentine ha vissuto a Los Angeles con l'ex moglie, Shari, e i loro due gatti fino al loro divorzio nel dicembre 2005.
Oggi è sposato con l'attrice Inna Korobkina. Ha avuto una figlia, Evie Rose, nel mese di ottobre 2011.
È noto soprattutto per il ruolo di Nigel Townsend in Crossing Jordan.

## Filmografia parziale

### Cinema
- Forza Babbo Natale (Santa with Muscles), regia di John Murlowski (1996)
- Safe Sex - Tutto in una notte (Trojan War), regia di  George Huang (1997)
- La dea del successo (The Muse), regia di Albert Brooks (1999)
- Dead End - Quella strada nel bosco (Dead End), regia di Jean-Baptiste Andrea, Fabrice Canepa (2003)
- Spider-Man 3, regia di Sam Raimi  (2006)
- Trilli, regia di Bradley Raymond (2008) - voce
- Teen Beach Movie, regia di Jeffrey Hornaday (2013)
- The Walk, regia di Robert Zemeckis (2015)

### Televisione
- Sposati... con figli (Married... with Children) – serie TV, 1 episodio (1995)
- Melrose Place – serie TV, 1 episodio (1996)
- Due poliziotti a Palm Beach (Silk Stalkings) – serie TV, 1 episodio (1997)
- Terra promessa (Promised Land) – serie TV, 1 episodio (1998)
- Un detective in corsia (Diagnosis: Murder) – serie TV, 1 episodio (1998)
- Più forte ragazzi (Martial Law) – serie TV, 1 episodio (1998)
- Beautiful (	The Bold and the Beautiful) – serie TV, 1 episodio (1998)
- JAG - Avvocati in divisa (JAG) – serie TV, 1 episodio (1999)
- Non guardare sotto il letto (Don't Look Under the Bed), regia di Kenneth Johnson – film TV (1999)
- Will & Grace – serie TV, 1 episodio (1999)
- Streghe (Charmed) – serie TV, 1 episodio (2001)
- Boston Legal – serie TV, 2 episodi (2006)
- Una pupa in libreria (Stacked) – serie TV, 1 episodio (2006)
- Crossing Jordan – serie TV, 117 episodi (2001-2007)
- Dr. House - Medical Division (House M.D.) – serie TV, episodi 4x08 (2007)
- Chuck – serie TV, 1 episodio (2008)
- Detective Monk (Monk) – serie TV, episodio 7x15 (2009)
- I maghi di Waverly: The Movie (Wizards of Waverly Place: The Movie), regia di Lev L. Spiro – film TV (2009)
- I'm in the Band – serie TV, 41 episodi (2009-2011)
- Avalon High, regia di Stuart Gillard – film TV (2010)
- NCIS - Unità anticrimine (NCIS) – serie TV, episodio 10x02 (2012)
- Supernatural – serie TV, episodio 9x05 (2013)
- Psych – serie TV, episodio 7x05 (2013)
- Teen Beach Movie, regia di Jeffrey Hornaday – film TV (2013)
- Major Crimes – serie TV, episodi 2x10-3x13 (2013-2014)
- The Big Bang Theory - serie TV, episodio 7x23 (2014)
- Perception – serie TV, episodio 3x02 (2014)
- Mike & Molly – serie TV, 1 episodio (2015)
- Supergirl – serie TV, 1 episodio (2017)
- Modern Family – serie TV, 1 episodio (2018)
- Mom – serie TV (2021)

## Doppiatore

### Videogiochi
- Goosebumps: Escape from Horrorland - Scarecrow/Stretch (1995)
- Dragon Age: Origins - Alistair (2009)
- Uncharted 2: Il covo dei ladri - Harry Flynn (2009)
- Dragon Age II - Alistair (2011)
- Tesla Effect: A Tex Murphy Adventure - Johannsen (2014)
- Dragon Age: Inquisition - Alistair (2014)

## Doppiatori italiani
Nelle versioni in italiano delle opere in cui ha recitato, Steve Valentine è stato doppiato da:
- Francesco Prando in Dr. House - Medical Division, NCIS: Los Angeles
- Stefano Benassi in Mom, NCIS - Unità anticrimine, Teen Beach Movie
- Massimo Lodolo in JAG - Avvocati in divisa
- Riccardo Rossi in Crossing Jordan
- Christian Iansante in Psych
- Massimo Lopez in Major Crimes (ep. 2x10)
- Emiliano Ragno in Major Crimes (ep. 3x13)
- Alessandro Rigotti in Leverage - Consulenze illegali
- Simone Mori in The Walk
- Alessandro Budroni in Perception
- Alberto Bognanni in Supergirl

Da doppiatore è sostituito da: 
- Dario Maria Dossena in Uncharted 2: Il covo dei ladri
- Roberto Draghetti in Mr. Peabody e Sherman